# Glasgow Hillhead (circonscription du Parlement britannique)
Glasgow Hillhead est une ancienne circonscription électorale britannique couvrant une partie de la ville de Glasgow, en Écosse. Elle doit son nom au quartier de Hillhead.

## Histoire
Créée en 1918 à partir de la circonscription de Glasgow Partick, elle disparaît en 1997 au profit de celle de Glasgow Kelvin. C'est un bastion du Parti conservateur durant la majeure partie de son histoire, jusqu'à la victoire du social-démocrate Roy Jenkins lors de l'élection partielle de 1982.

## Liste des députés de Glasgow Hillhead
- 1918 : Robert Horne (Parti conservateur)
- 1937 : James Reid (Parti conservateur)
- 1948 : Tam Galbraith (Parti conservateur)
- 1982 : Roy Jenkins (Parti social-démocrate)
- 1987 : George Galloway (Parti travailliste)